# Gmina Ishøj
Gmina Ishøj (duń. Ishøj Kommune) – jedna z gmin w Danii w regionie stołecznym (do 2007 r. w okręgu Kopenhagi (Københavns Amt)).
Siedzibą władz gminy jest Ishøj. 
Gmina Ishøj została utworzona 1 kwietnia 1970 r. na mocy reformy podziału administracyjnego Danii. Kolejna reforma w 2007 r. potwierdziła status gminy.

## Dane liczbowe
- Liczba ludności: (♀ 10 319 + ♂ 10 349) = 20 668
  - wiek 0-6: 9,3%
  - wiek 7-16: 15,1%
  - wiek 17-66: 68,4%
  - wiek 67+: 7,2%
- zagęszczenie ludności: 826,7 osób/km²
- bezrobocie: 8,2% osób w wieku 17-66 lat
- cudzoziemcy z UE, Skandynawii i USA: 158 na 10 000 osób
- cudzoziemcy z krajów Trzeciego Świata: 1.205 na 10 000 osób
- liczba szkół podstawowych: 6 (liczba klas: 121)